# Friedrich Oldermann
Ernst Friedrich Oldermann, Rufname Fritz Oldermann (* 23. Januar 1802 in Werther, Minden-Ravensberg; † 18. September 1874 in Berlin), war ein deutscher Zeichner und Grafiker. Er betätigte sich als Kupferstecher, insbesondere im Bereich der Schabkunst, sowie als Lithograf und schuf vor allem Porträts, aber auch Darstellungen in den Bereichen Genre und Historie.

## Leben

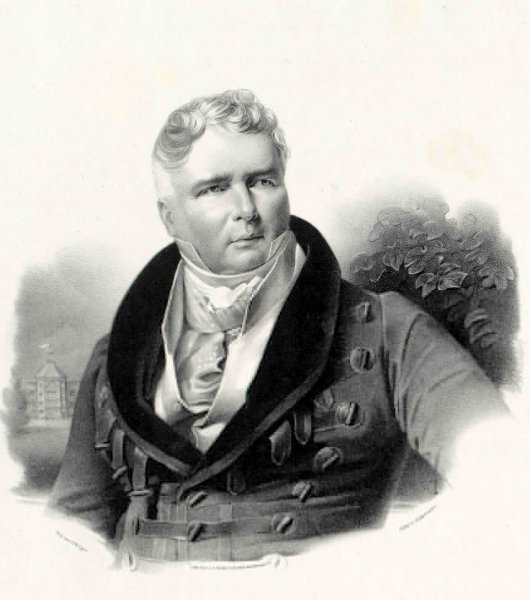
Bildnis des Antoni Henryk Radziwiłł, um 1830, Stich von Friedrich Oldermann nach einem Gemälde von Franz Krüger

Friedrich Oldermann war Sohn des Werther Kaufmanns, Camerarius und Kirchenprovisors Ernst Heinrich Oldermann (1762–1830), welcher 1816 Konkurs anmelden musste, und dessen Ehefrau Euphrosine Friederike, geborene Delius (1766–1839), einer Tochter des Bielefelder Leinenfabrikanten Daniel Adolf Delius. Sein Talent wurde durch einen Zeichenlehrer früh gefördert. Obwohl für eine kaufmännische Laufbahn bestimmt, studierte Oldermann nach seiner Lehre, ganz auf sich allein angewiesen, die Kupferstecherkunst in Düsseldorf und in Berlin. Um seinen Lebensunterhalt zu bestreiten, war er vorübergehend beim Militär. In der preußischen Hauptstadt verbrachte er den Großteil seines Lebens, 1844 wohnte er in der Potsdamer Straße 38. Als Reproduktionsgrafiker arbeitete er unter anderem für den Kunstverlag von Louis Friedrich Sachse. Er spezialisierte er sich auf Steindruck, später auf Mezzotinto, worin er es als Autodidakt zur Meisterschaft brachte.
Oft wurde er in Zusammenhang mit Franz Krüger, dessen Bilder er reproduzierte, genannt. Auch stach er nach Edouard de Bièfve, Louis Ammy Blanc, Wilhelm Camphausen, Eduard Daege, Julie von Egloffstein, Ludwig von Hagn, Johann Peter Hasenclever, Wilhelm Hensel, Theodor Hildebrandt, August Ferdinand Hopfgarten, Carl Wilhelm Hübner, Nicaise de Keyser, Albert Kindler, August von Kloeber, Nicolas Lancret, Thomas Lawrence, Eduard Magnus, Friedrich Eduard Meyerheim, Wilhelm Nerenz, Theobald von Oer, Carl Oesterley senior, August Riedel, Peter Paul Rubens, Theodor Schloepke, Julius Schrader, Adolph Schroedter, Constantin Schroeter, Karl Ferdinand Sohn, Eduard Steinbrück, Hermann Stilke, Jean François de Troy und Paolo Veronese.